# Bogd Khan
Bogd Khan var en tibetansk lama och en viktig politisk och religiös ledare i Mongoliet, som kröntes till khan av Mongoliet efter landets självständighet från det kollapsande kinesiska kejsardömet år 1911. 

## Biografi
Bogd Khan föddes i Khamregionen i nuvarande Sichuanprovinsen och fördes till Urga i Mongoliet sedan han, i närvaro av bl.a. den trettonde Dalai lama, erkänts som en reinkarnation av Jebtsun Damba Khutuchtu. Han blev därmed den åttonde Bogd Gegeen och den tredje högsta laman i Gelugpaskolan inom den tibetanska buddhismen, endast underordnad Dalai lama och Panchen lama. Hans religiösa namn var Ngawang Lobsang Chökyi Nyima Tendzin Wangchug (Wylie: Ngag dbang blo bzang chos kyi nyi ma bstan 'dzin dbang phyug) och han var även känd som Bogdo lama.
Som teokratisk envåldshärskare över Mongoliet blev hans makt i realiteten snabbt begränsad. År 1919 ockuperades Mongoliet av kinesiska styrkor under general Xu Shuzheng som sökte säkra Republiken Kinas anspråk på landet. Man påstod att uppdraget var att försvara Mongoliet från bolsjevikiskt inkräktande; den tillerkända autonomin avskaffades och Bogd Khans formella liksom faktiska makt försvann helt. 1921 besegrades de kinesiska styrkorna av vita ryska styrkor under baron von Ungern-Sternberg. Han återinsatte Bogd Khan som absolut monark men behöll sin ockupation över landet. I slutet av 1921 besegrades baronens styrkor av mongoliska kommunister samt Röda armén. 
Kommunisterna införde en konstitutionell monarki och Bogd Khans inflytande fortsatte vara inskränkt till hans död 1924, då monarkin avskaffades och Mongoliska folkrepubliken utropades. Den revolutionära regeringen proklamerade att inga fler reinkarnationer skulle hittas för att förhindra en religiöst utsedd efterträdare till Bogd Khan och slå till mot det inflytelserika buddhistiska prästerskapet, men redan samma år spreds rykten om att en ny reinkarnation av Jebtsun Damba Khutuchtu hade funnits i norra delarna av landet.